# Diaea limbata
Diaea limbata es una especie de araña cangrejo del género Diaea, familia Thomisidae. Fue descrita científicamente por Kulczynski en 1911.

## Distribución
Esta especie se encuentra en Nueva Guinea.